# Arif Ramasanowitsch Magomedow
Arif Ramasanowitsch Magomedow (russisch Ариф Рамазанович Магомедов, engl. Umschrift Arif Magomedov; * 4. August 1992 in Kizlyar, Dagestan, Russland) ist ein russischer Profiboxer im Mittelgewicht.

## Amateurkarriere
Arif Magomedow trainierte Boxen und Kickboxen, ehe er sich mit 14 Jahren auf das Boxen konzentrierte. Er war Teilnehmer der russischen Kadetten-Meisterschaften 2008, der russischen Jugendmeisterschaften 2009 und 2010 sowie der russischen U22-Meisterschaften 2011 und 2012, wobei er jedoch nicht die Medaillenränge erreichen konnte. Laut eigener Aussage bestritt er insgesamt rund 100 Amateurkämpfe.

## Profikarriere
2013 wurde er in Russland Profi und hatte zu Beginn seiner Karriere Schwierigkeiten. Sein Debüt gewann er nur knapp durch geteilte Entscheidung nach Punkten und war in seinem fünften Kampf gegen Segundo Herrera, welcher nur eine Bilanz von 4–22 vorweisen konnte, zweimal am Boden. Im Oktober 2013 gewann er durch KO in der ersten Runde gegen Marat Tschussejew und wurde dadurch Russischer Meister im Mittelgewicht. Im April 2014 besiegte er zudem den ebenfalls ungeschlagenen Alex Theran (16-0) durch TKO in der dritten Runde und wurde WBA-Fedelatin-Champion, sowie im August 2014 durch einen Punktsieg gegen Patrick Mendy (15-7) auch WBA-Intercontinental-Champion. Seinen bis dahin größten Erfolg erzielte er am 24. Oktober 2014 mit einem einstimmigen Punktsieg gegen den ungeschlagenen Australier Michael Zerafa (15-0), wodurch er WBO-Asia-Pacific-Champion und WBO-Jugendweltmeister wurde.
Nach diesem Erfolg wechselte Magomedow in die USA zu Shamo Boxing Promotions und trainierte fortan im kalifornischen Glendale Fighting Club unter Geworg Tatewosjan. Nach zwei Aufbausiegen gegen Derrick Findley und Darnell Boone, erhielt er zusätzlich einen Vertrag beim Promoter Main Events.
Im Juli 2015 schlug er Derrick Webster (19-0) einstimmig nach Punkten und gewann den Nordamerika-Titel der NABO. Im Mai 2016, bis dahin in 17 Kämpfen ungeschlagen, verlor er überraschend einstimmig nach Punkten gegen den US-Amerikaner Andrew Hernandez (11-4). Eine weitere Niederlage erlitt er im Juni 2017 durch TKO in der fünften Runde gegen Luís Arias (17-0), worauf Magomedow fast ein Jahr lang keinen Kampf mehr bestritt.
Im Mai 2018 verlor er gegen den Georgier Lasha Gurguliani (10-6) und bestritt seitdem keinen Kampf mehr.